# Severoural'sk
Severoural'sk è una città della Russia siberiana estremo occidentale (Oblast' di Sverdlovsk), situata presso la confluenza dei fiumi Vagran e Kolonga, 512 km a nord di Ekaterinburg; dal punto di vista amministrativo, dipende direttamente dall'oblast'.

## Società

### Evoluzione demografica
Fonte: mojgorod.ru
- 1959: 25.900
- 1979: 32.500
- 1989: 36.100
- 2007: 32.500